# USS LST-847
O USS LST-847 foi um navio de guerra norte-americano da classe LST que operou durante a Segunda Guerra Mundial.